# Hermenegilda Teles de Lacerda
Hermenegilda Teles Barcelos de Lacerda (Horta (Matriz), 30 de junho de 1841 — Horta (Matriz), 9 de agosto de 1895) foi uma poetisa, escritora e jornalista de grande fecundidade, com obra publicada na imprensa açoriana, portuguesa e brasileira, cuja produção literária atesta a sua invulgar cultura intelectual e elevado talento. Cultivou a poesia, à maneira romântica da época, a ficção em prosa, a crítica literária e artística e a crónica de costumes, deixando numerosos artigos sobre as mais diversas matérias, dispersos nas páginas dos jornais. Esta escritora faialense foi ao tempo um caso raro de semiprofissionalismo literário feminino, auferindo remuneração pelos artigos que escrevia para a imprensa.

## Biografia
Nasceu na cidade da Horta, filha de José Alexandre Barcelos Merens, natural da Sé de Angra do Heroísmo e de Bárbara Guilhermina Teles de Merens, natural da Matriz da Horta. Era bisneta do poeta Manuel Inácio de Sousa e neta da poetisa Francisca Cordélia de Sousa. Casou com Augusto Carlos Teles de Lacerda, prematuramente falecido em 1884, com quem teve 5 filhos.
Ao longo de 26 anos de produção literária, entre 1858, o ano em que aparece em público como poetisa, e 1884, «quando, havendo enviuvado, se remeteu a um recolhimento e a um silêncio literário até ao fim da vida quase totais, colaborou largamente na imprensa açoriana, portuguesa e brasileira. Aparentemente, a prematura morte do marido, em 1884, obrigou a que se dedicasse à educação dos seus cinco filhos, o que a terá forçado o afastamento definitivo do campo literário.
Hermenegilda de Lacerda revelou-se, desde muito nova, uma escritora de valor e de fecundidade pouco vulgar, tendo cultivado, além da poesia romântica, todos os géneros de ficção em prosa, a crítica literária e artística, a crónica de costumes, e escreveu ainda para os jornais numerosos artigos sobre as mais diversas matérias. Foi uma autora extremamente fértil e variada, tendo escrito poesias, dramas, romances, discursos, folhetins e artigos sobre os mais diversos temas. Entre muitos outros periódicos, foi colaboradora de O pantheon : revista de sciencias e lettras (periódico editado em Lisboa por Leite de Vasconcelos e Mont'Alverne de Sequeira). 
No século XIX e num meio pequeno marcado por fortíssima insularidade como era o da cidade da Horta, Hermenegilda de Lacerda foi um caso raro de semiprofissionalismo literário, ainda mais extraordinário por ser feminino, pois os jornais remuneravam a sua colaboração em prosa.
Uma análise da sua obra mostra que cultivou a poesia à maneira romântica da época, a ficção em prosa, a crítica literária e artística e a crónica de costumes, deixando numerosos artigos sobre as mais diversas matérias, dispersos nas páginas dos jornais açorianos e de alguns jornais e revistas do continente e do Brasil, entre 1858, ano em que se revelou como poetisa, e 1884, ano em que ficou viúva. Como poetisa, não padeceu do abuso dos lugares-comuns da escola romântica e como prosadora também não se tornou ilegível, o que, todavia, não vale por dizer que tudo o que escreveu é bom.
Faleceu a 9 de agosto de 1895, na rua do Colégio, n.º 10, freguesia da Matriz da Horta. Tinha idade de cinquenta e quatro anos, (…) era viúva de Augusto Carlos Teles de Lacerda, e filha legítima de José Alexandre Barcelos Merens, natural da freguesia da Sé Catedral de Angra do Heroísmo e de Dona Bárbara Guilhermina Teles de Merens, natural desta freguesia Matriz, a qual não fez testamento, deixou cinco filhos e foi sepultada no cemitério público.
Foi presença considerada de talento incontestável nas palestras do Grémio Literário Faialense, em cuja inauguração discursou.

## Obra
A sua obra encontra-se na maior parte dispersa pelos periódicos da época, com algumas monografias publicadas separadamente. Ernesto Rebelo publicou no Archivo dos Açores uma notícia biográfica, na qual insere uma lista das obras de Hermenegilda Teles de Lacerda que identificou.
De entre a sua produção dramática apenas foi editada foi a sua peça de teatro, em 3 actos, Entre Dois Deveres, uma comédia representada no Teatro União Faialense, em 1878, em benefício da Exposição Distrital da Horta. Inéditos ficaram os dramas A Verdadeira Nobreza, em 3 actos, O Apóstolo, também em 3 actos, Deus existe, em 3 actos, e Heroísmo de Mulher, drama histórico em 4 actos.
Hermenegilda de Lacerda foi autora dos romances A Mariquinhas da Gruta, cenas açorianas com factos históricos (em 2 volumes) e O Eremita do Faial (inédito). Publicou ainda os seguintes contos ou curtas novelas:
- «Uma narrativa ao ar livre», in Almanaque do Fayalense para 1873 (saiu num jornal de Campinas, Brasil);
- «Uma recordação dos 14 anos» in Almanaque do Fayalense para 1874 (dedicado a seu irmão Henrique de Barcelos);
- «Da fatalidade à felicidade» in Almanaque do Fayalense para 1875 ;
- «A voz da natureza» em folhetins no jornal O Fayalense;
- «Faz bem não olhes a quem» em folhetins no jornal O Fayalense;
- «O Vale da feiticeira na ilha do Faial», publicado no periódico micaelense A Persuasão (dedicado a sua prima Ana Teles Machado de Vasconcelos).

Da sua extensa obra poética, dispersa pelos jornais, não há certezas de ter sido editado, no Brasil, como estava previsto em 1884, um volume com as suas melhores composições líricas que receberia o título de Horas Crepusculares.